# Thomas Forster
Thomas Forster (Londra, 1683 – Boulogne-sur-Mer, 27 ottobre 1738) Politico per il partito dei Tories, fu generale dell'esercito giacobita durante l'insurrezione del 1715 e venne successivamente costretto all'esilio in Francia..

## Biografia

### I primi anni e l'inizio della carriera
Thomas venne battezzato il 29 marzo 1683, figlio primogenito di Thomas Forster (1659-1725) di Adderstone, poi parlamentare per la costituente del Northumberland dal 1705 al 1708. Sua madre era Frances, figlia di sir William Forster di Bamburgh Castle.
Studiò alla Newcastle School e venne successivamente ammesso al St John's College, Cambridge il 3 luglio 1700. Nel 1701, ereditò da sua zia Dorothy Crew (moglie di Nathaniel Crew, III barone Crew, vescovo di Durham) le residenze di suo zio Ferdinando Forster, i castelli di Bamburgh e Blanchland, ma venne costretto già nel 1704 a vendere le proprietà che si trovavano gravate da pesanti debiti che i creditori chiedevano fossero pagati.
Forster si buttò a questo punto nel mondo della politica, parteggiando per il partito dei Tory e divenendo membro del parlamento per la costituente del Northumberland nel 1708. Nel 1710 votò contro l' impeachment del dottor Sacheverell. Si distinse tra i principali esponenti del suo partito e si oppose strenuamente alla continuazione della guerra civile. Supportò gli sforzi del conte di Hertford e di James Lowther, entrambi Whigs, nel tentativo di varare una legge che regolasse il commercio tra Inghilterra e Scozia. Il 18 giugno 1713, votò a favore di una legge per la regolazione del commercio con la Francia. Nel 1715 tornò in parlamento per la costituente del Northumberland, ma i suoi interessi si erano ormai già del tutto votati al supporto per la causa giacobita, lasciandolo politicamente inattivo.

### L'insurrezione giacobita e gli ultimi anni in esilio
Forster era imparentato con la famiglia Radcliffe. Il capo di quest'ultima famiglia, James Radclyffe, III conte di Derwentwater, era cugino di James Francis Edward Stuart, pretendente al trono inglese, e dal 1715 capo dell'insurrezione giacobita che ebbe luogo in quell'anno. Forster si incontrò con lord Derwentwater nel Northumberland alla testa di 300 cavalieri, e proclamò la sua fedeltà al pretendente a Warkworth dopo essere sfuggito all'arresto a Londra il 21 settembre 1715 con l'accusa di supportare l'invasione dei giacobiti.
Pur non avendo esperienza militare, Forster, come protestante, venne prescelto a guidare le forze giacobite in Inghilterra. Sotto la sua direzione delle operazioni, Lancelot Errington catturò l'isola di Lindisfarne. Forster venne pesantemente sconfitto nella Battaglia di Preston e venne catturato nella medesima occasione dopo essere stato circondato. Venne imprigionato nella prigione di Newgate, ma riuscì a fuggire in Francia nel 1716. He was attainted and expelled from Parliament on 2 February 1716.
Forster riuscì a raggiungere Parigi, da dove inviò del denaro per la causa giacobita al tesoriere del pretendente, William Dicconson. Si portò quindi alla corte giacobita a Saint-Germain-en-Laye dove venne creato dal sovrano in esilio al titolo di Steward of the Household. Escluso dall’Act of Indemnity, suo fratello minore John gli succedette nei beni di famiglia dopo la sua partenza per l'esilio. Quando il pretendente Stuart si spostò da Avignone a Roma, Forster lo raggiunse nell'ottobre del 1727 per poi fare ritorno in Francia.
Forster morì a Boulogne-sur-Mer, in Francia, il 27 ottobre 1738, senza essersi mai sposato. Il suo corpo, dopo un'iniziale sepoltura a Boulogne, venne riportato in Inghilterra e sepolto nuovamente al castello di Bamburgh il 7 dicembre di quello stesso anno.